# Никодим (Атанасов)

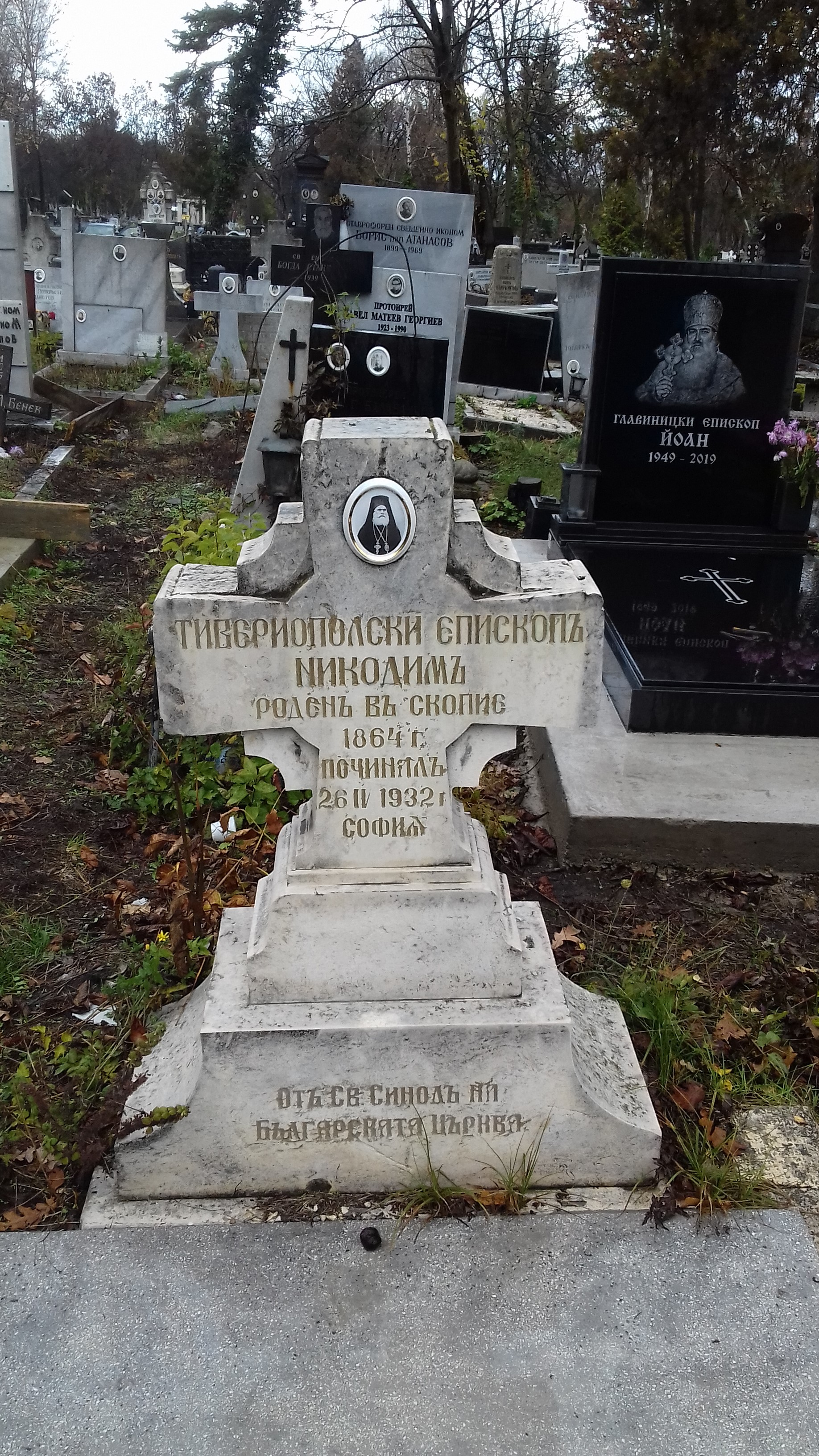
Могила епископа Никодима

Епи́скоп Никоди́м (в миру Боя́н Атана́сов; 1864, Скопье — 26 апреля 1932, София) — епископ Болгарской православной церкви, титулярный епископ Тивериопольский, управляющий Одинской епархией Болгарского экрзархата.

## Биография
Родился в 1864 году в городе Скопье, который в то время входил в состав Османской империи. Первоначальное образование получил в родном городе.
В 1880 году, едва достигнув 16-летнего возраста, поступает послушником в Бигорский монастырь святого Иоанна Предтечи, где осенью того же года был пострижен в монашество с именем Никодим и был рукоположен в сан иеродиакона. Живя в Бигорском монастыре, он получил доступ к богатой монастырской библиотеке, в которой в том числе были ценные средневековые рукописи и старопечатные книги.
Отличавшегося прилежностью иеродиакона Никодима послали за счёт монастыря продолжать образование в Россию, где он был в Одесскую духовную семинарию. Затем он перешёл в Киевскую духовную семинарию, по окончании которой поступил в Казанскую духовную академию и окончил её в 1900 году.
После возвращения в Болгарию последовательно был учителем на Самоковского духовного училища, протосинкеллом Скопской митрополии, председателем болгарской общины в Прилепе, учителем в Солунской болгарской средней школы, председателем болгарской церковной общины в Флорине и управляющим Солунской епархией Болгарского экзархата.
В 1910 году архимандрит Никодим был назначен управляющим Одринской епархией Болгарского экзархата. В Адрианополе епископ Никодим переживает одни из самых трудных лет войны и притеснений болгар сос стороны турок.
4 апреля 1920 года в болгарской церкви Святого Стефана в Константинополе был рукоположен в сан епископа с титулом «Тивериопольский». Хиротонию возглавил митрополит Велесский Мелетий (Димитров).
Весной 1932 года тяжело заболел и уехал на лечение в Софию, где 26 апреля того же года скоропостижно скончался. Он был похоронен в непосредственной близости от храма Успения пресвятой Богородицы на Софийском центральном кладбище. Согласно завещанию от 8 апреля 1932 года, он оставил Священному Синоду Синода всё своё имущество. Его желание было, чтобы средства были использованы для «защиты православной веры и болгарского народа».